# Saint-Aubin-d'Appenai
Saint-Aubin-d'Appenai é uma comuna francesa na região administrativa da Normandia, no departamento Orne. Estende-se por uma área de 11,11 km². Em 2010 a comuna tinha 413 habitantes (densidade: 37,2 hab./km²).